# 이이노 나나세이
이이노 나나세이(일본어: 飯野 七聖, 1996년 10월 2일~)는 일본의 축구 선수이다.

## 구단 경력
그는 2019년 J3리그의 더스파구사쓰 군마에 입단했다. 2019년 J3리그 준우승으로 J2리그로 승격했다. 2021년 J1리그의 사간 도스로 이적했다. 2022년까지 51경기에 출전하여, 1득점을 넣었다. 2022년 6월 비셀 고베로 이적했다. 2023년과 2024년 2번의 J1리그 우승을 차지했다.